# Les Prés
Pour les autres significations, voir Les Prés - Edgard-Pisani (métro de Lille) et Les Prés (quartier).
Les Prés sont une commune française située dans le département de la Drôme en région Auvergne-Rhône-Alpes.

## Géographie

### Localisation
Le village des Prés est situé à l'est du département de la Drôme, à 16 km au sud-est de Luc-en-Diois, ancien chef-lieu de canton.

### Communes limitrophes
| Beaurières | Beaurières | La Beaume Hautes-Alpes |
| Beaurières | Prés       | La Bâtie-des-Fonds     |
| Valdrôme   | Valdrôme   | La Bâtie-des-Fonds     |

### Relief et géologie
- La montagne de l'Archier (1409 m)[1].
- Le col de Valdrôme[1].
- Le col des Fourches[1].

### Hydrographie
La commune est traversée par la Drôme, rivière longue de 110 km se jetant dans le Rhône.

Son territoire est également arrosé par le Ruisseau de Font Longe qui passe sous le village avant de rejoindre la Drôme en rive droite.

Plus en amont, le Ruisseau du Villard se jette dans la Drôme (en rive droite) dans la commune voisine de Valdrôme.
Le Buisse prend sa source sur la commune.

### Climat
Pour des articles plus généraux, voir Climat d'Auvergne-Rhône-Alpes et Climat de la Drôme.
En 2010, le climat de la commune est de type climat méditerranéen altéré, selon une étude du Centre national de la recherche scientifique s'appuyant sur une série de données couvrant la période 1971-2000. En 2020, Météo-France publie une typologie des climats de la France métropolitaine dans laquelle la commune est exposée à un climat de montagne ou de marges de montagne et est dans la région climatique  Alpes du sud, caractérisée par une pluviométrie annuelle de 850 à 1 000 mm, minimale en été. 
Pour la période 1971-2000, la température annuelle moyenne est de 9,6 °C, avec une amplitude thermique annuelle de 16,7 °C. Le cumul annuel moyen de précipitations est de 994 mm, avec 8 jours de précipitations en janvier et 5,3 jours en juillet. Pour la période 1991-2020, la température moyenne annuelle observée sur la station météorologique de Météo-France la plus proche, « Valdrôme », sur la commune de Valdrôme à 3 km à vol d'oiseau, est de 10,1 °C et le cumul annuel moyen de précipitations est de 1 065,5 mm,. Pour l'avenir, les paramètres climatiques de la commune estimés pour 2050 selon différents scénarios d'émission de gaz à effet de serre sont consultables sur un site dédié publié par Météo-France en novembre 2022.

### Voies de communication et transports
Le village est traversé par la route départementale 306 reliant la RD 93 (depuis Valence et Luc-en-Diois) à Valdrôme.

Une antenne (RD 306a) dessert le centre du village.

## Urbanisme

### Typologie
Au 1er janvier 2024, Les Prés sont catégorisés commune rurale à habitat très dispersé, selon la nouvelle grille communale de densité à 7 niveaux définie par l'Insee en 2022.
Elle est située hors unité urbaine et hors attraction des villes,.

### Occupation des sols
L'occupation des sols de la commune, telle qu'elle ressort de la base de données européenne d’occupation biophysique des sols Corine Land Cover (CLC), est marquée par l'importance des forêts et milieux semi-naturels (84,7 % en 2018), une proportion sensiblement équivalente à celle de 1990 (84 %). La répartition détaillée en 2018 est la suivante : 
forêts (69,1 %), milieux à végétation arbustive et/ou herbacée (15,5 %), zones agricoles hétérogènes (9 %), prairies (4,2 %), terres arables (2,1 %). L'évolution de l’occupation des sols de la commune et de ses infrastructures peut être observée sur les différentes représentations cartographiques du territoire : la carte de Cassini (XVIIIe siècle), la carte d'état-major (1820-1866) et les cartes ou photos aériennes de l'IGN pour la période actuelle (1950 à aujourd'hui).

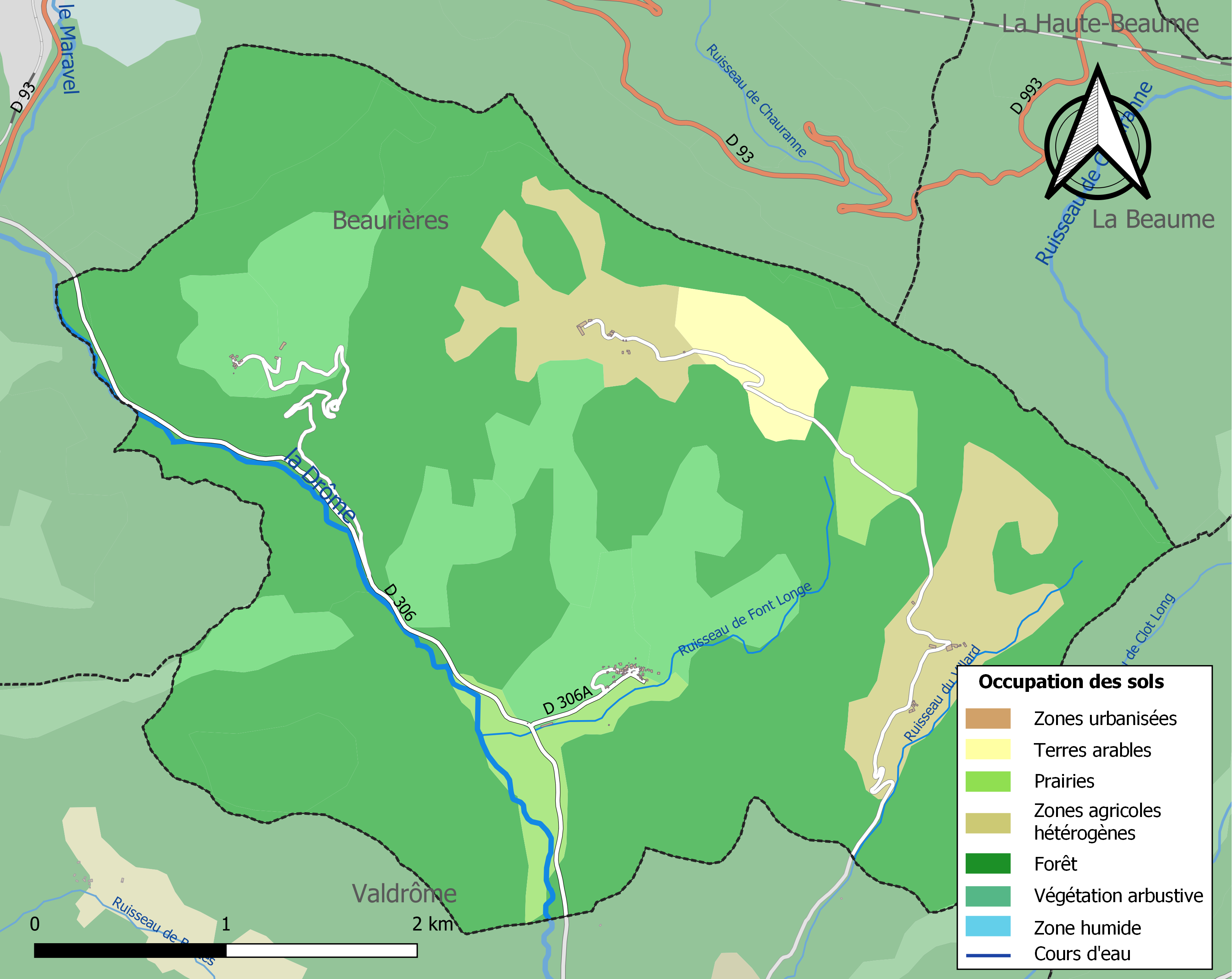
Carte des infrastructures et de l'occupation des sols de la commune en 2018 (CLC).

## Toponymie
La commune est nommée Los Prats en occitan vivaro-alpin[réf. nécessaire].

### Attestations

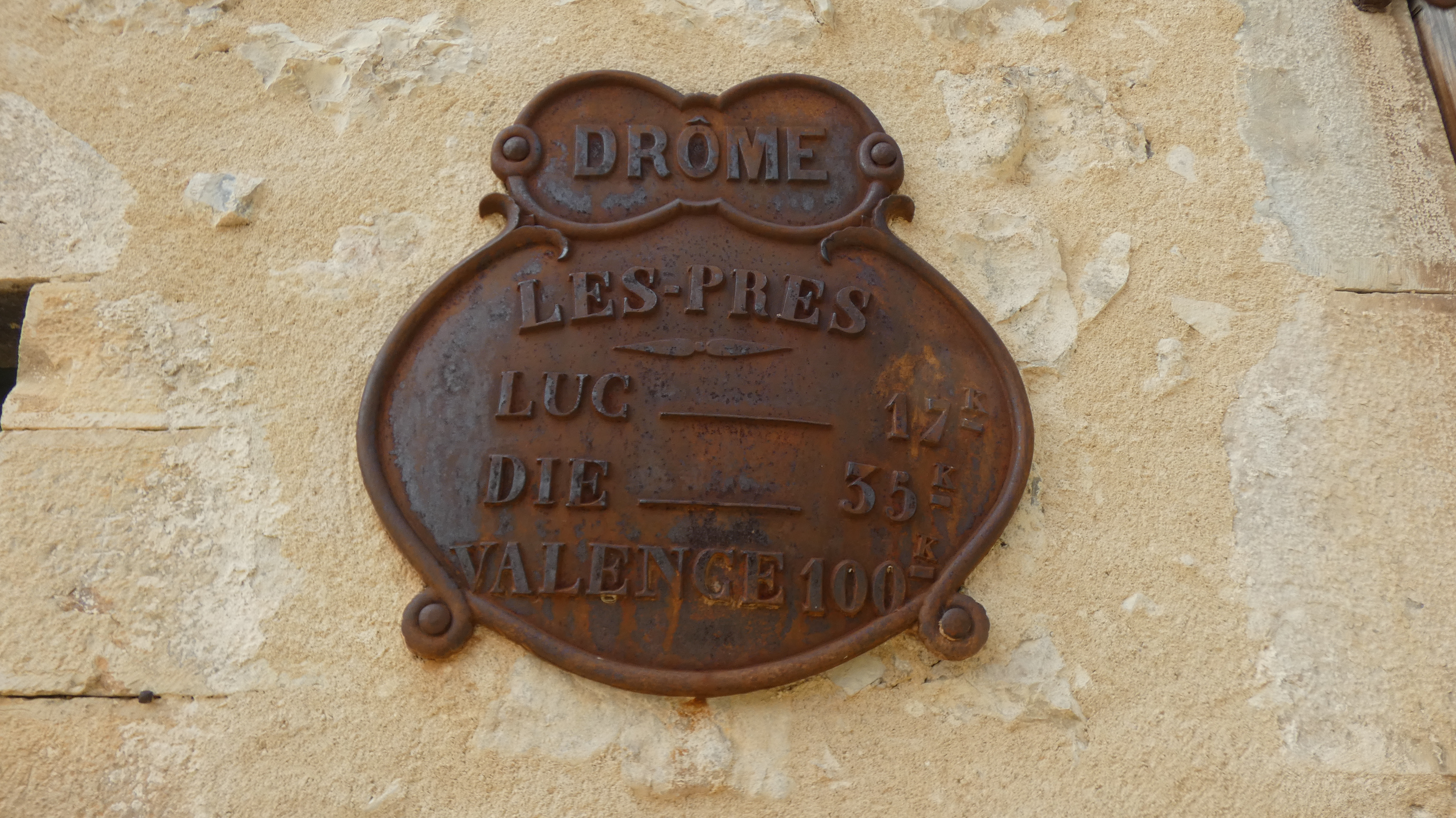
Plaque de distances légales de Les Près.

Dictionnaire topographique du département de la Drôme :
- 1325 : Lepras (Moutier, Dial dauph., 32).
- XIVe siècle : Prata Camellorum et Prata de Camellis (Rochas, Not. sur Valdrôme).
- XIVe siècle : mention de la paroisse : Capella de Pratis (pouillé de Die).
- 1429 : Castrum novum de Pratis (archives de la Drôme, E 4100).
- 1509 : mention de l'église Notre-Dame : Ecclesia Beate Marie de Pratis (visites épiscopales).
- 1519 : mention de la paroisse : Cura de Pratis (rôle de décimes).
- 1705 : Lespres (dénombrement du royaume).
- 1789 : Les Prés en Valdrôme (Alman. du Dauphiné).
- 1891 : Les Prés, commune du canton de Luc-en-Diois.

## Histoire
Pour un article plus général, voir Histoire de la Drôme.

### Du Moyen Âge à la Révolution
La seigneurie : au point de vue féodal, cette paroisse faisait partie de la terre de Valdrôme.
- Possession des évêques de Die et aux comtes de Diois[1].
- XIIIe siècle : la terre est cédée aux Hospitaliers[1].

Avant 1790, Les Prés étaient une communauté de l'élection de Montélimar, de la subdélégation de Crest et du bailliage de Die, formant une paroisse du diocèse de Die, dont l'église sous le vocable de l'Assomption
de Notre-Dame, dépendait du commandeur de Valdrôme qui y prenait la dîme et nommait à la cure.

### De la Révolution à nos jours
En 1790, la commune est comprise dans le canton de Valdrôme. La réorganisation de l'an VIII (1799-1800) la place dans le canton de la Motte-Chalancon.

## Politique et administration

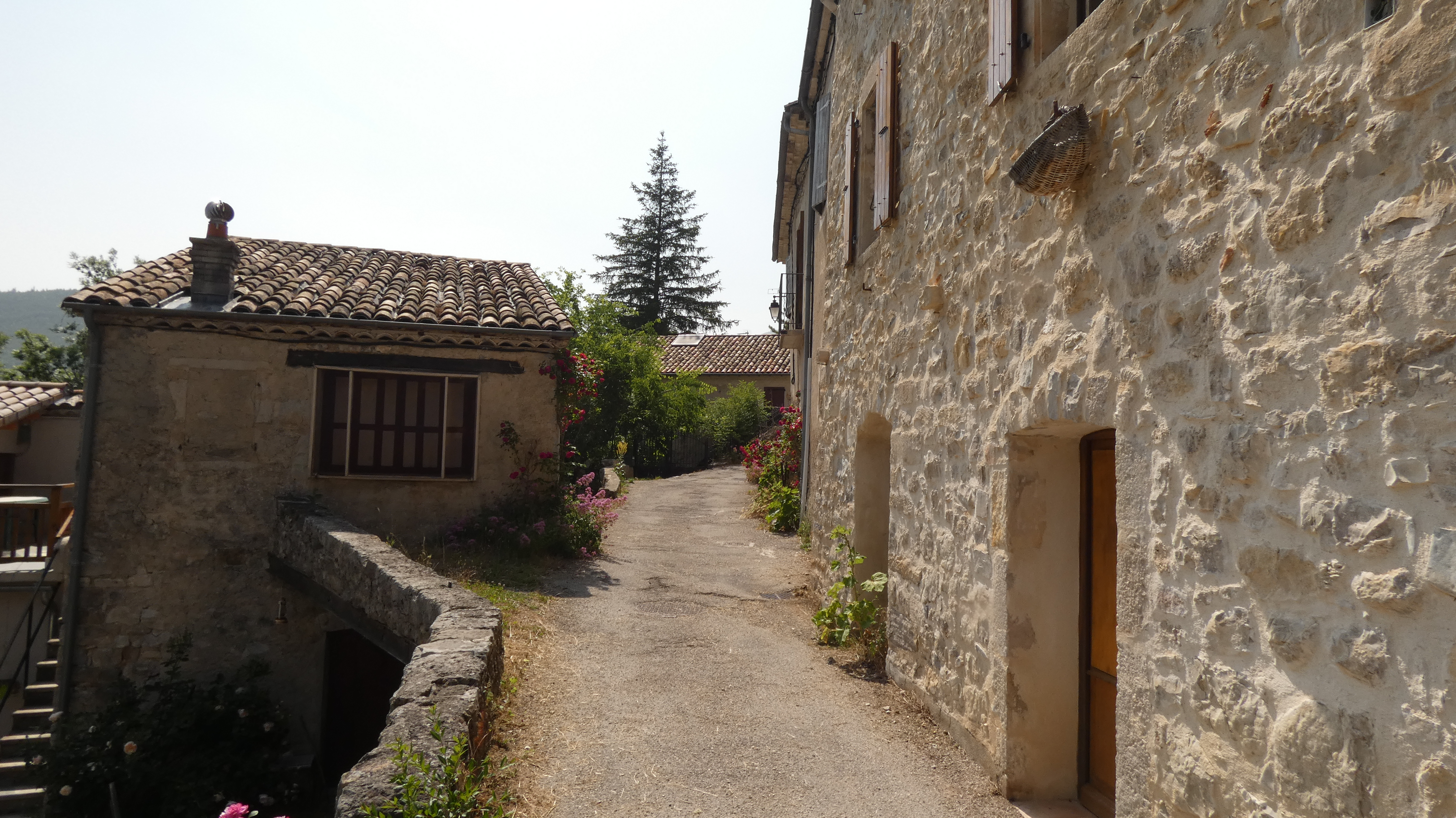
Maisons dans la grande rue.

### Liste des maires
| Période                                  | Période  | Identité          | Étiquette | Qualité     |
| ---------------------------------------- | -------- | ----------------- | --------- | ----------- |
| Les données manquantes sont à compléter. |          |                   |           |             |
| mars 2001                                | en cours | Gérard De Giorgio |           | Agriculteur |

## Population et société

### Démographie
L'évolution du nombre d'habitants est connue à travers les recensements de la population effectués dans la commune depuis 1793. Pour les communes de moins de 10 000 habitants, une enquête de recensement portant sur toute la population est réalisée tous les cinq ans, les populations de référence des années intermédiaires étant quant à elles estimées par interpolation ou extrapolation. Pour la commune, le premier recensement exhaustif entrant dans le cadre du nouveau dispositif a été réalisé en 2007.

En 2022, la commune comptait 28 habitants, en évolution de +21,74 % par rapport à 2016 (Drôme : +2,64 %, France hors Mayotte : +2,11 %).
| 1793 | 1800 | 1806 | 1821 | 1831 | 1836 | 1841 | 1846 | 1851 |
| ---- | ---- | ---- | ---- | ---- | ---- | ---- | ---- | ---- |
| 232  | 159  | 182  | 180  | 221  | 209  | 189  | 166  | 180  |

| 1856 | 1861 | 1866 | 1872 | 1876 | 1881 | 1886 | 1891 | 1896 |
| ---- | ---- | ---- | ---- | ---- | ---- | ---- | ---- | ---- |
| 160  | 163  | 150  | 147  | 146  | 148  | 128  | 137  | 127  |

| 1901 | 1906 | 1911 | 1921 | 1926 | 1931 | 1936 | 1946 | 1954 |
| ---- | ---- | ---- | ---- | ---- | ---- | ---- | ---- | ---- |
| 118  | 118  | 113  | 90   | 89   | 71   | 58   | 55   | 53   |

| 1962 | 1968 | 1975 | 1982 | 1990 | 1999 | 2006 | 2007 | 2012 |
| ---- | ---- | ---- | ---- | ---- | ---- | ---- | ---- | ---- |
| 40   | 25   | 33   | 41   | 20   | 25   | 23   | 23   | 21   |

| 2017 | 2022 | - | - | - | - | - | - | - |
| ---- | ---- | - | - | - | - | - | - | - |
| 24   | 28   | - | - | - | - | - | - | - |

### Enseignement
La commune est rattachée à l'académie de Grenoble.

### Manifestations culturelles et festivités
- Fête : le deuxième dimanche de juillet[1].

#### Loisirs
- Randonnée : passage du GR91[1].

## Économie
En 1992 : pâturages (ovins).
La commune possède une ancienne mine.

## Culture locale et patrimoine

### Lieux et monuments

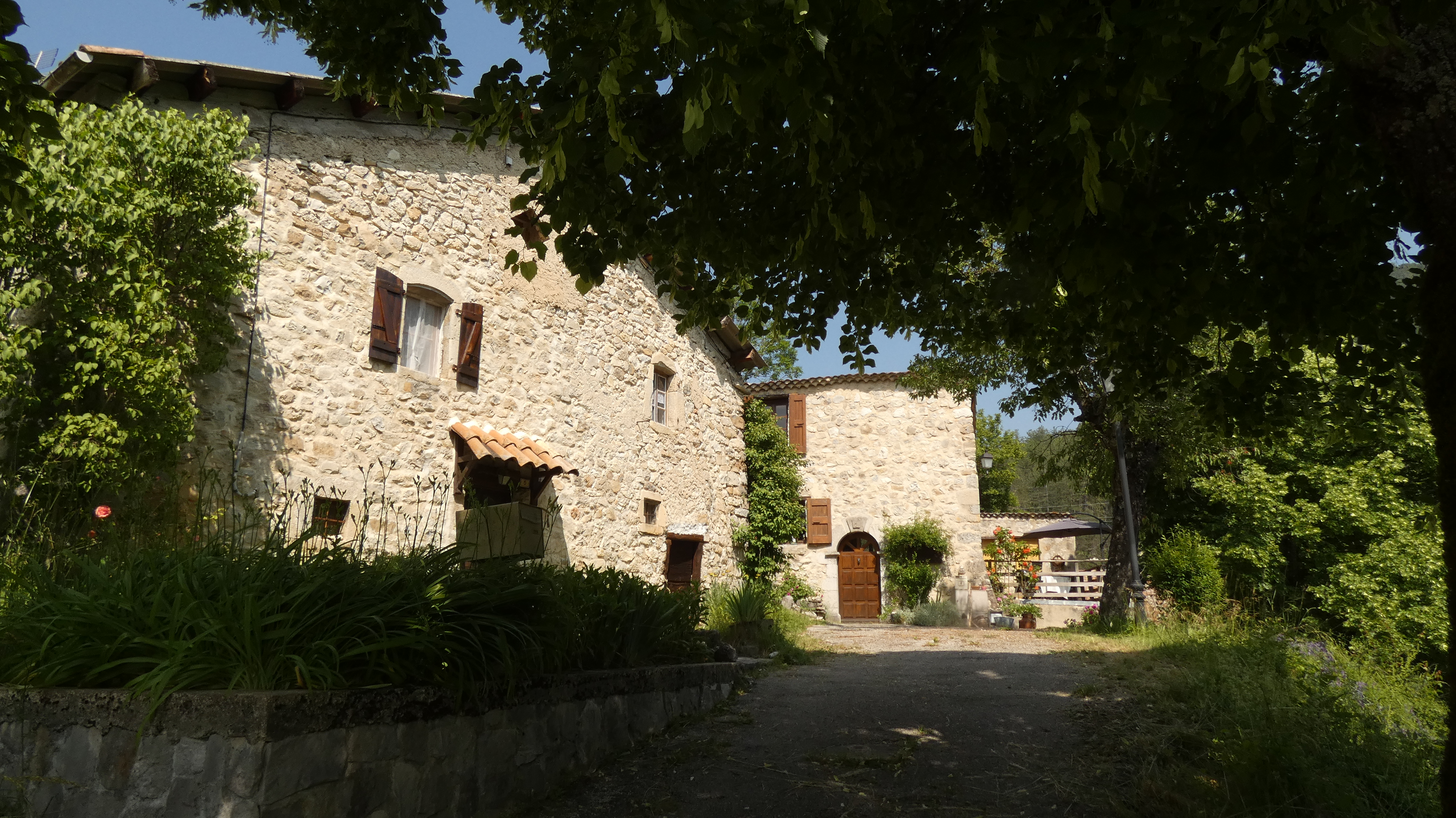
Maisons dans le haut du village.

- Église intégrée aux vieilles maisons[1].

### Héraldique, logotype et devise
|  | Les Prés possède des armoiries dont l'origine et le blasonnement exact ne sont pas disponibles. |